# Bob Matsui
Pour les articles homonymes, voir Matsui.
Bob Matsui, né le 17 septembre 1941 à Sacramento en Californie et mort le 1er janvier 2005 à Bethesda (Maryland), à l'âge de 63 ans, est un homme politique américain.
Membre du Parti démocrate, cet Américain d'origine japonaise de la troisième génération était membre du Congrès et fut réélu en novembre 2004 avec quelque 71,4 % des voix dans son district californien.